# Mahesh Jadu
Mahesh Jadu (ur. 26 października 1982 w Carlton, w Melbourne) – australijski aktor filmowy.

## Kariera
Urodził się 26 października 1982 w Melbourne. Rodzina pochodząca z Mauritiusu, ma indyjskie korzenie (Gorakhpur oraz Kaszmir). Wystąpił w australijskim serialu telewizyjnym Sąsiedzi, emitowanym od 1985 roku, gdzie wcielił się w rolę dra Douga Harrisa. Netflix powierzył mu rolę Ahmad w swojej produkcji Marco Polo. W 2014 wystąpił w roli Ophira w australijsko-amerykańskim filmie fantasy Ja, Frankenstein w reżyserii Stuarta Beattiego. W 2017 roku zagrał hiszpańskiego żołnierza w Piratach z Karaibów: Zemście Salazara w reżyserii Joachima Rønninga i Espena Sandberga. W 2019 reżyserzy Netflixa powierzyli mu rolę Vilgefortza w serialu Wiedźmin.